# Свердловский проспект (Челябинск)
Свердло́вский проспе́кт — одна из основных магистральных улиц Челябинска, получила своё нынешнее название по наименованию Свердловского тракта (подъезд к ответвлению на Екатеринбург (Свердловск) федеральной трассы М5 «Урал»). Продолжением тракта является проспект.

## Происхождение и исторические названия улицы
До строительства моста через реку Миасс в 1960-х годах, тогдашние улицы Володарского (в заречной части) и Лесная, ныне составляющие Свердловский проспект, не играли никакой существенной роли в улично-дорожной сети города — выезд на Екатеринбург на протяжении двух столетий шёл по Каслинской улице (одна из редких улиц, которая в истории Челябинска никогда не переименовывалась).
Интересен факт обмена названиями: в дореволюционном Челябинске все окраинные улицы назывались бульварами, в заречной части (севернее реки Миасс) Западный бульвар после социалистического переименования долгое время носил название улицы Володарского, а её продолжение южнее реки Миасс исторически называлось Лесной улицей, однако западнее неё проходил уже другой Западный бульвар (южнее реки Миасс), который в социалистическое время был переименован в Свердловскую улицу. После открытия моста, в 1967 году Володарского и Лесная были объединены в Свердловский проспект, а Свердловская улица стала нынешней улицей Володарского.
Название «Свердловский проспект» в целом является удачным ориентиром, потому что в других крупных городах нет улицы с таким названием, а потому не возникает путаницы.

## Расположение
Улица идёт строго в меридиональном направлении с севера на юг, начинается от перекрёстка со Свердловским трактом и улицей Куйбышева (улица Куйбышева до пересечения с проспектом соединяется с улицей Цинковой) и заканчивается за перекрёстком с улицей Курчатова, после изгиба переходя в улицу Блюхера, который далее переходит в Уфимский тракт. Проспект пересекает на одном уровне все основные широтные магистральные улицы города — Комсомольский проспект, проспект Победы, проспект Ленина, двухуровневая развязка с улицей Братьев Кашириных.

## Роль в инфраструктуре города
На улице находится большое число значимых учреждений культуры, образовательных учреждений и административных зданий Челябинска. Среди них — Челябинский военный автомобильный институт, Государственный архив Челябинской области, «Торговый центр», дворец спорта «Юность», дворец пионеров и школьников, факультет иностранных языков педагогического университета.

## Транспорт
Проспект играет ключевую роль в дорожной сети города: с юга через улицу Блюхера на него выходят Троицкий и Уфимский тракты, а с севера — Свердловский тракт, таким образом, проспект является осевым для города, практически симметрично делит его на восточную и западную части. До строительства объездной дороги вокруг города именно он принимал на себя основную часть транзитной транспортной нагрузки.
По всей длине проспекта курсирует общественный транспорт: троллейбус, автобус, маршрутное такси, на участке от улицы Труда до улицы Блюхера — трамвай. На перекрёстке с проспектом Победы запланирована одноимённая станция первой очереди (первая линия), а на перекрёстке с улицами Воровского и Курчатова — станция второй линии строящегося челябинского метрополитена.

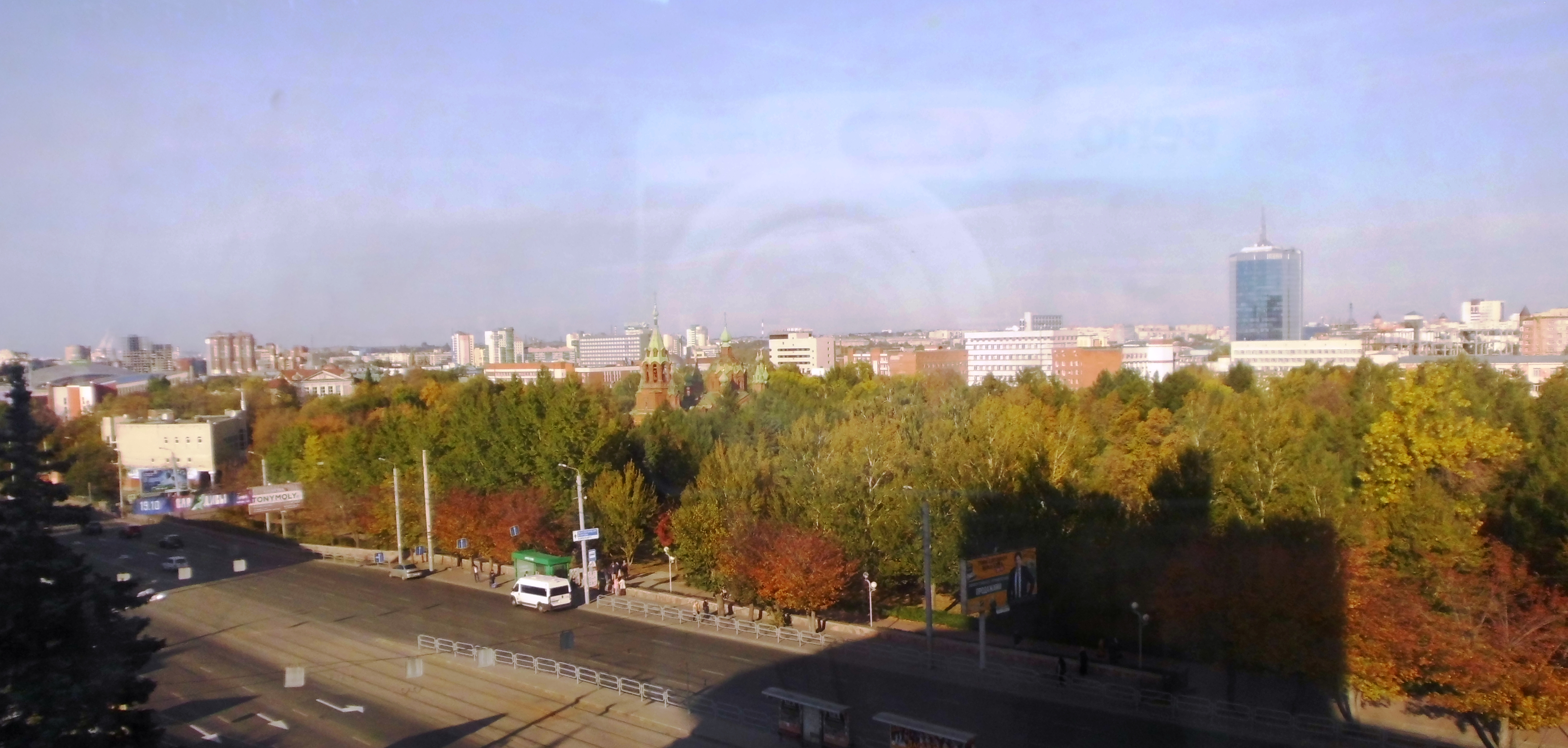
Алое поле со стороны Свердловского проспекта
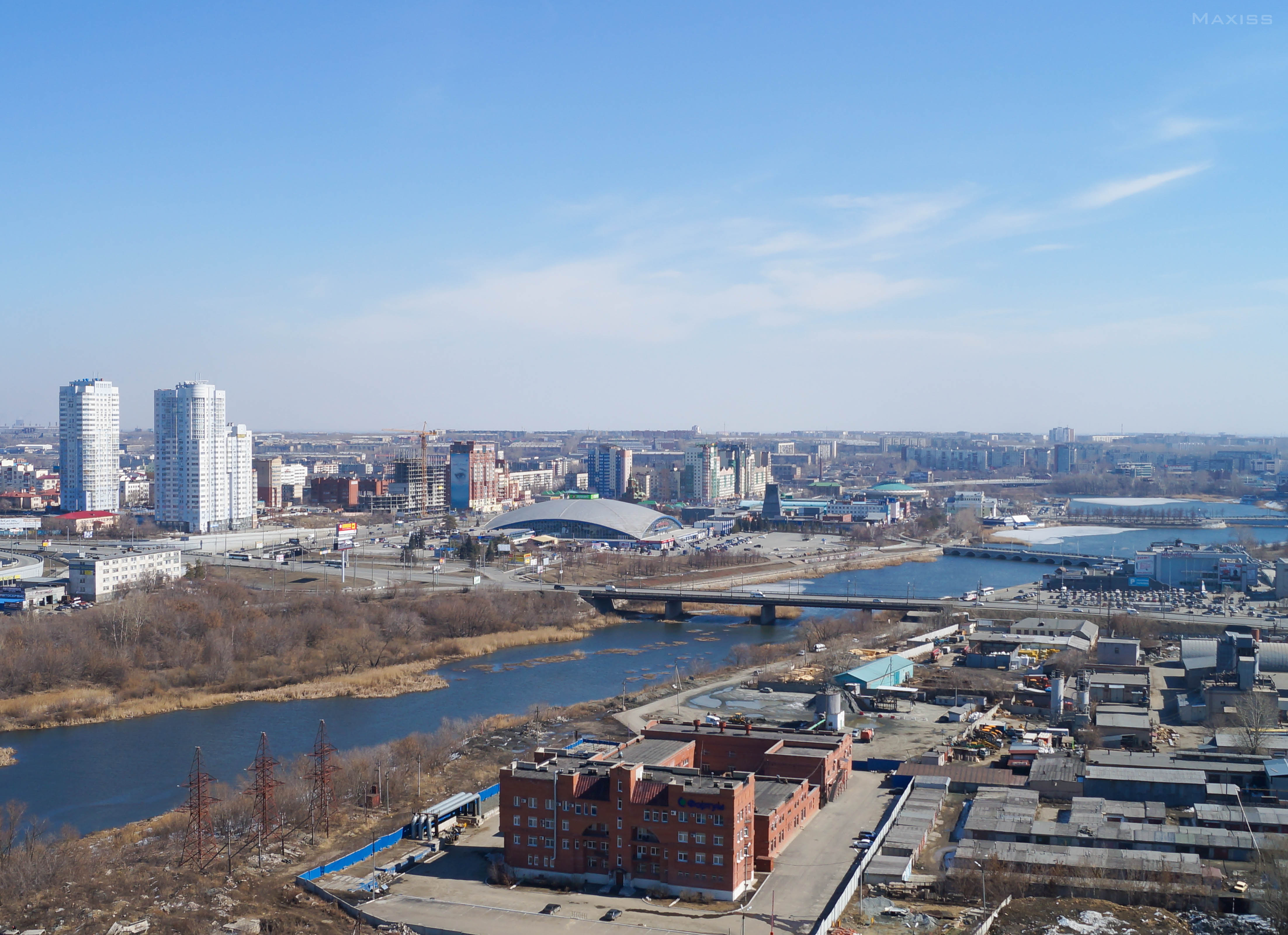
Мост через реку Миасс на Свердловском проспекте (ближний)
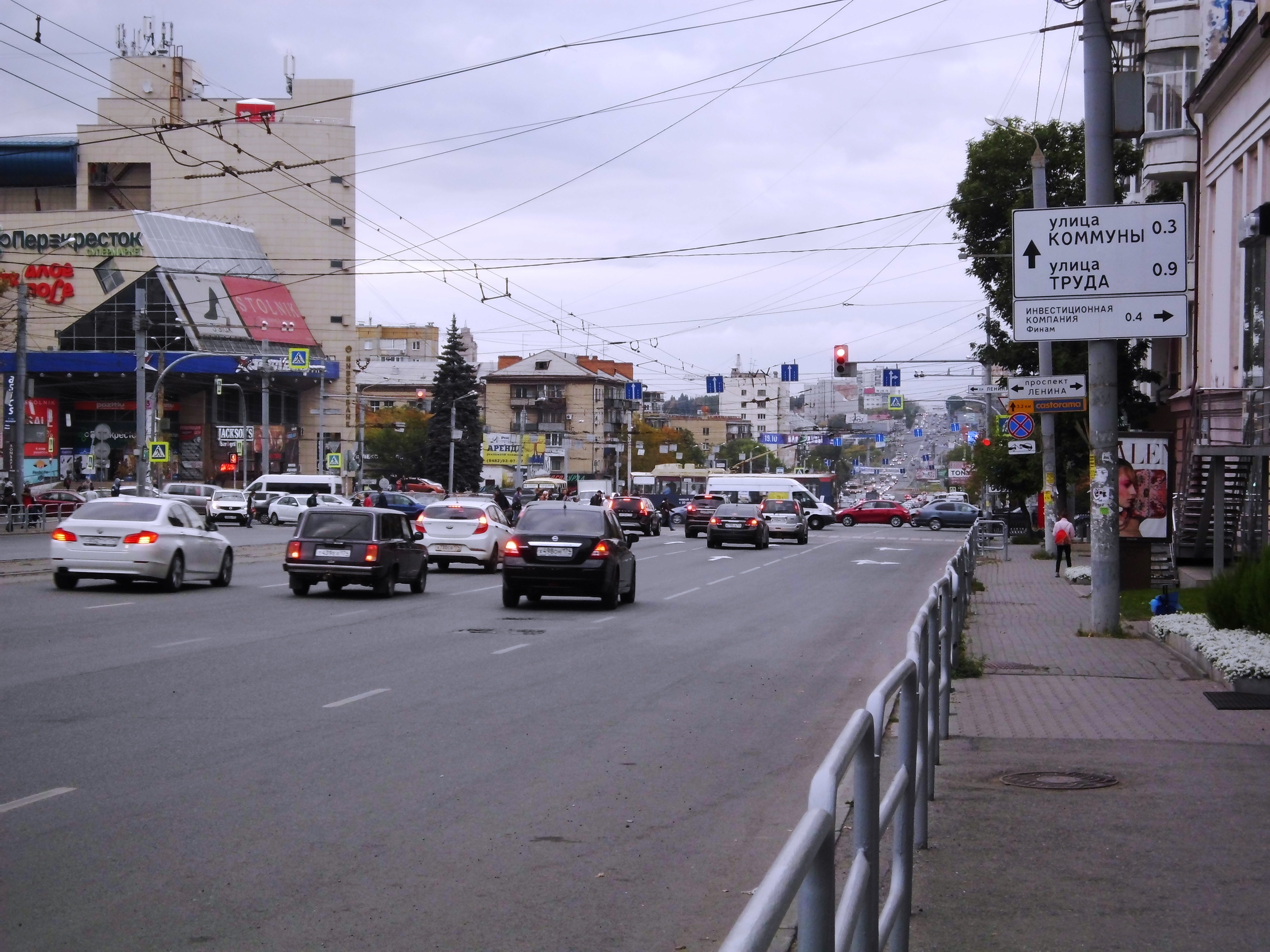
Участок от проспекта Победы до пересечения с пр. Ленина (на ближнем плане)
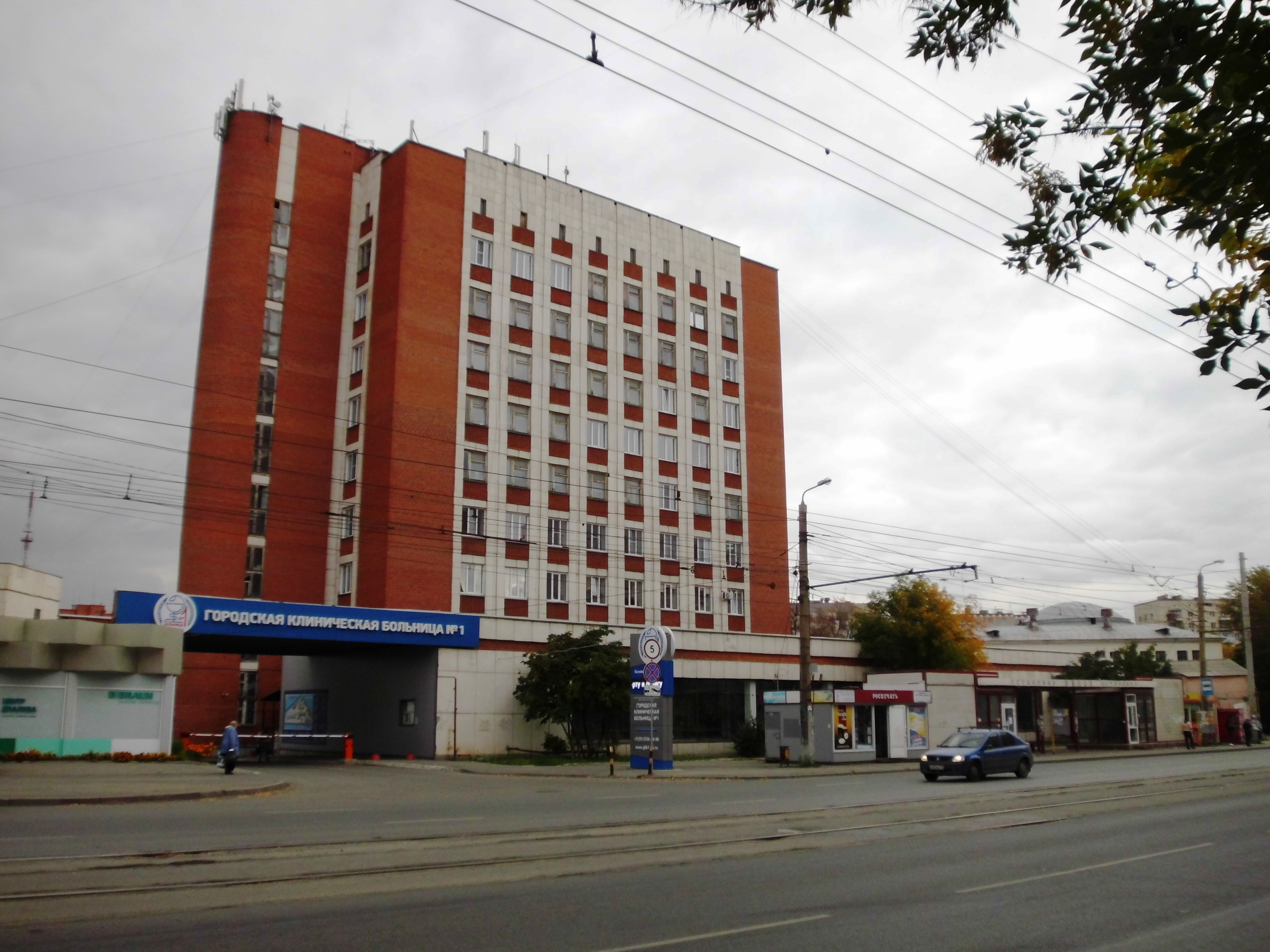
Перед пересечением с ул. Воровского. Один из корпусов ГКБ № 1
Адресный указатель здания